# Lindelse
Lindelse ist eine dänische Ortschaft mit 306 Einwohnern (Stand 1. Januar 2023) auf Langeland. Die Ortschaft liegt im gleichnamigen Kirchspiel (Lindelse Sogn), das bis 1970 zur Harde Langelands Sønder Herred im damaligen Svendborg Amt gehörte. Mit der Auflösung der Hardenstruktur wurde das Kirchspiel in die Kommune Südlangeland im neugegründeten Amt Fünen aufgenommen, die Kommune wiederum ging mit der Kommunalreform zum 1. Januar 2007 mit anderen Kommunen in der Kommune Langeland auf, die zur Region Syddanmark gehört.
Lindelse liegt etwa drei Kilometer nördlich von Humble und knapp elf südlich von Rudkøbing.

## In der Nähe
- Die Insel Lindø liegt im „Lindelse Nor“, einer flachen Meeresbucht. Auf der zweitgrößten der fünf Inseln im Nor, wurde eine der fundreichsten dänischen Siedlungen der jüngeren Steinzeit untersucht.
- Südlich des Nor, etwa einen Kilometer Luftlinien von Lindø, zwischen dem Hof Bogøgård und dem Hügel „Store Vejlebjerg“, liegt der Dolmen bei Bogøgård.